# Biblioteka Pisarzy Czeskich i Słowackich
Biblioteka Pisarzy Czeskich i Słowackich – seria książkowa zapoczątkowana W 1968 i publikowana w 2. połowie XX wieku w Wydawnictwie „Śląsk”. Obejmowała najwybitniejsze pozycje czeskiej i słowackiej prozy XX w.

## Wybrane tomy serii
- Alfonz Bednár, Garść drobnych w kasecie z Peszawaru, Katowice 1980
- Dobroslav Chrobak, Las, Katowice 1979
- Karel Čapek, Bajki i przypowiastki, Katowice 1983
- Karel Čapek, Fabryka absolutu, Katowice 1971
- Karel Čapek, Krakatit, Katowice 1974
- Pavol Dobšinský, Bajki słowackie, Katowice 1988
- Jan Drda, Bajki czeskie, Katowice 1978
- Jan Drda, Miasteczko na dłoni, Katowice 1970
- Norbert Frýd, Cesarzowa, Katowice 1985
- Ivan Habaj, Krewni z wyspy, Katowice 1983
- Jaroslav Hašek, Nieznane przygody dobrego wojaka Szwejka i inne opowiadania, Katowice 1989
- Jaroslav Hašek, Przygody dobrego wojaka Szwejka podczas wojny światowej, Katowice 1970
- Jaroslav Havliček, Niewidzialny, Katowice 1983
- Jozef Horák, Lasy milczą, Katowice 1976
- Pavol Horov, Podziemna rzeka, Katowice 1978
- Janko Jesenský, Demokraci, Katowice 1986
- Alois Jirásek, Stare podania czeskie, Katowice 1989
- Ivan Krasko, Nox et solitudo, Katowice 1982
- Jiří Marek, Mój stryj Odyseusz, Katowice 1978
- Oldřich Mikulášek, Coś jest w powietrzu, Katowice 1985
- Na rozdrożu. Antologia opowiadań czeskich 1960-1980, Katowice 1983
- Vladimír Páral, Kochankowie i mordercy. Zaspokajanie niedosytu przed rokiem 2000, Katowice 1988
- Ota Pavel, Śmierć pięknych saren, Katowice 1988
- Poczta na południu. Antologia młodej prozy słowackiej, Katowice 1978
- Alexej Pludek, Pisarz faraona, Katowice 1982
- Roman Ráž, Sprzedawca humoru, Katowice 1986
- Václav Řezáč, Krawędź, Katowice 1973
- Karel Schulz, Kamień i cierpienie, Katowice 1981
- Ján Stacho, Czytanie w prochu, Katowice 1987
- Donát Šajner, Gałąź dobra, Katowice 1979
- Vincent Šikula, Nie na każdej górce karczma, Katowice 1970
- Fráňa Šrámek, Srebrny wiatr, Katowice 1973
- František Švantner, Piargi, Katowice 1980
- Ladislav Ťažký, Dunajskie groby, Katowice 1970
- Josef Toman, Don Juan, Katowice 1974
- Miroslav Válek, Cztery księgi niepokoju, Katowice 1974
- Vladislav Vančura, Trzy rzeki, Katowice 1975
- Vladislav Vančura, Koniec starych czasów, Katowice 1972
- Jiří Wolker, Ballada o śnie, Katowice 1978
- Vilém Závada, Nocne czuwanie, Katowice 1983
- Hana Zelinová, Dwór Elżbiety, Katowice 1982[2]